# Rhyssa antiqua
Rhyssa antiqua är en stekelart som först beskrevs av Oswald Heer 1867.  Rhyssa antiqua ingår i släktet Rhyssa och familjen brokparasitsteklar. Inga underarter finns listade i Catalogue of Life.